# De Havilland DH.42 Dormouse
Il de Havilland DH.42 Dormouse e le sue due diverse versioni de Havilland Dingo I e II furono dei biplani monoposto britannici progettati per compiti di caccia/ricognizione e supporto tattico. Non furono mai prodotti in serie.

## Storia

### Sviluppo
A parte i motori montati a bordo, il Dormouse e le due versioni di Dingo furono aerei molto simili tra loro. Il Dormouse fu realizzato seguendo le direttive 22/22 dell'Air Ministry che richiedevano un velivolo biposto con ruolo di caccia ricognitore mentre i Dingo seguirono le direttive 8/24 che specificavano un aereo con ruolo di supporto tattico. Furono realizzati con un profilo alare identico e entrambi ebbero degli aleroni sbilanciati, il timone di coda conservava la classica forma degli aerei della de Havilland. Tutta la struttura era in legno, con le ali e gli impennaggi coperti di tessuto e la fusoliera rivestita di compensato. Il carrello era ad asse unico, con le ruote fissate sotto le ali inferiori e dei rinforzi che entravano nella fusoliera. Il pilota era alloggiato sotto la sezione centrale dell'ala superiore mentre l'artigliere sedeva dietro, appena oltre l'ala. Il Dormouse aveva l'ala superiore forata in forma ovale in modo da avere maggiore visibilità superiore, mentre il limite posteriore della stessa era sagomata a "V" aumentare il campo di fuoco del mitragliere. Nel Dingo, invece, il foro per il pilota fu reso più piccolo e circolare, mentre fu aumentata la grandezza della tacca a "V" destinata all'artigliere.
Il Dingo volò la prima volta il 12 marzo del 1924, equipaggiato con un motore radiale Bristol Jupiter III da 410 hp (305 kW), mentre il Dormouse volò il 28 giugno dello stesso anno ed era equipaggiato con un motore radiale Armstrong-Siddeley Jaguar II. Il propulsore Jupiter aveva un diametro maggiore rispetto al motore Jaguar, pertanto sul Dingo le mitragliatrici di poppa furono montate esternamente alla fusoliera, mentre il Dingo le aveva incassate. Il Dormouse fu successivamente modificato con un motore Jupiter IV più potente (420 hp, 313 kW) e venne modificata l'ala superiore affinché fosse uguale a quella del Dingo. Il carburante era stivato in due serbatoi dal profilo aerodinamico ospitati tra le strutture interne dell'ala superiore.
L'ultima modifica che fu effettuata sul DH.42 fu il Dingo DH.42B II, che volò la prima volta il 29 settembre 1926. Esternamente simile agli altri velivoli, possedeva però la struttura interna di acciaio e non più di legno. Il suo peso finale, pertanto, risultava del 18% maggiore rispetto alle altre versioni dell'aereo e fu quindi equipaggiato con un propulsore Jupiter IV più potente (436 cv, 325 kW) e con serbatoi più capienti. Nonostante l'aumento di peso la sua velocità massima era uguale a duella degli altri veicoli.

### Impiego
Solo tre aerei vennero infine costruiti. Il Dormouse servì al Royal Aircraft Establishment di Farnborough dove fu utilizzato per scopi sperimentali da marzo a dicembre 1925 e successivamente dismesso. Il Dingo I si schiantò alla base aerea RAF Martlesham Heath nel giugno del 1924 durante dei voli di test; il Dingo II rientrò a Farnborough nel novembre 1926.

## Versioni
DH.42 Dormouseprima con motore Armstrong-Siddeley Jaguar III e successivamente Armstrong-Siddeley Jaguar IV.
DH.42A Dingo Imotore Bristol Jupiter III: piccolo aumento dell'apertura alare (152 mm).
DH.42B Dingo IImotore Bristol Jupiter IV: come il DH.42A ma con struttura interna in acciaio e più pesante.